# Desorció
La desorció (stripping) és una operació unitària de transferència de matèria contrària a l'adsorció. Un gas dissolt en un líquid és arrossegat per un gas inert essent eliminat del líquid.
La força impulsora (el fenomen físic que provoca el funcionament d'una O.U.) és la pressió parcial.